# Wymój (jezioro)
Wymój (Jezioro Wymojskie) – jezioro położone w województwie warmińsko-mazurskim, w powiecie olsztyńskim, w gminie Stawiguda, na Równinie Olsztynka, w pobliżu wsi Wymój oraz osady Zezuj.
Jezioro o powierzchni 44,375 ha otoczone jest lasem i łąkami. Brzegi jeziora są przeważnie wysokie, miejscami strome (szczególnie zachodnie), natomiast krańce zbiornika południowy i północny - niskie i podmokłe. Zachodni i wschodni brzeg jest porośnięty borem sosnowym. Linia brzegowa zbiornika jest mało urozmaicona. Brzegi są w małym stopniu porośnięte roślinnością wynurzoną. Jezioro Wymój jest akwenem rekreacyjnym (na wschodnim brzegu zlokalizowana jest sieć 31 domków letniskowych), a pod względem gospodarczym przedstawia typ linowo-szczupakowy.